# Release the Stars
Release the Stars er Rufus Wainwrights femte studiealbum og blev udgivet 15. maj 2007. 
Albummet er blevet modtaget med rosende anmeldelser af den danske presse.

## Spor
1. "Do I Disappoint You" – 4:40
2. "Going to a Town" – 4:06
3. "Tiergarten" – 3:26
4. "Nobody's Off the Hook" – 4:27
5. "Between My Legs" – 4:26
6. "Rules & Regulations" – 4:05
7. "I'm Not Ready to Love" – 5:51
8. "Slideshow" – 6:21
9. "Tulsa" – 2:20
10. "Leaving For Paris No.2" – 4:52
11. "Sanssouci" – 5:16
12. "Release the Stars" – 5:20